# Hans Breeveld
Johannes (Hans) Breeveld (Paramaribo, 1950) is een Surinaams politicus en politicoloog.

## Biografie
Na zijn studie politicologie aan de Vrije Universiteit Amsterdam werd hij stafmedewerker en enkele jaren later docent aan de Universiteit van Suriname. Verder is hij 10 jaar adjunct-secretaris geweest in het congresbestuur van de Nationale Partij Suriname (NPS). In november 2000 promoveerde Breeveld aan die universiteit tot doctor in de Maatschappijwetenschappen op zijn proefschrift over Jopie Pengel. In 2006 volgde hij Maurits Hassankhan, die net minister van Binnenlandse Zaken was geworden, op als voorzitter van de Democracy Unit die verbonden is aan de universiteit waar Breeveld docent politicologie is.

## Minister
Bij de telefooncoup op 24 december 1990 werd de regering-Shankar afgezet. Op 7 januari 1991 werd een zakenkabinet onder leiding van Johan Kraag beëdigd waarin Hans Breeveld minister werd van zowel Binnenlandse Zaken als van Regionale Ontwikkeling. Op 25 mei van dat jaar vonden  verkiezingen plaats, waarna de regering Venetiaan op 16 september aantrad. Breeveld maakte hier geen deel van uit.

## Familie
Hans Breeveld figureert samen met zijn zus Lucia en zijn broers Carl, Borger en Clarence in de documentaire Wan Famiri (Een Familie) van Geertjan Lassche uit 2012. Ondanks de medewerking via interviews heeft de familie zich van het eindresultaat gedistantieerd omdat de documentaire te weinig over de familie en te veel over de Decembermoorden zou gaan.